# Túnel de base del Brenner
Túnel de base del Brenner (en italià: Galleria di base del Brennero i en alemany Brennerbasistunnel) és un túnel ferroviari projectat a través del Pas del Brenner en els Alps i que connectarà la ciutat austríaca d'Innsbruck amb la localitat italiana de Fortezza.
Tindrà una longitud de 55 km, fet que el convertirà en el segon túnel ferroviari més llarg del món una vegada conclòs, superat solament pel Túnel de base del Sant Gotard.
El projecte preveu dos túnels separats que contindran una via cadascun.
S'estima el començament de les obres el 2006 i la seva finalització el 2025.

## Generalitats
La ruta a través del Pas del Brenner és una de les més importants per travessar els Alps i forma part del corredor transeuropeu Berlín-Múnic-Verona-Roma-Palerm.
El trànsit a través d'aquesta ruta ha augmentat de manera exponencial generant un “coll d'ampolla”. Arran d'aquesta situació a finals de la dècada de 1980 la Unió Europea va desenvolupar un programa per a la construcció de Xarxes Transeuropees que inclou aquesta ruta. Per aquesta causa i, de manera similar a l'ocorregut en el Pas del Sant Gotard, es va decidir la construcció d'un túnel ferroviari de base.
Actualment, a causa del gran pendent del traçat ferroviari existent, els trens de mercaderies tenen limitada la velocitat a 50 km/h i el pes màxim a 1600 t, havent d'emprar dues o tres locomotores. Una vegada completat el nou túnel els trens de mercaderies podran travessar el pas amb pesos de fins a 3000 t i sense la necessitat de tracció addicional. Així mateix els trens de passatgers podran circular fins a 250 km/h reduint sensiblement els temps de viatge dels recorreguts transalpins.

## Construcció
La responsable de la construcció és l'empresa Galleria di Base del Brennero – Brenner Basistunnel BBT SE, constituïda en parts iguals per socis italians i austríacs.
Es va decidir construir un sistema de túnels amb dos tubs principals de via única connectats a intervals regulars per túnels de servei. Així mateix el projecte tindrà tres ‘‘Llocs Multifunció’’ que dividiran el túnel en quatre trajectes parcials.

## Dades rellevants
- Llargària: 55.000 m.
  - Costat austríac (boca nord – frontera): 30.687 m.
  - Costat italià (boca sud – frontera): 24.313 m.
- Inici de la construcció: 2006 (preparació).
- Finalització de l'obra (previsió a 2007): 2015.
- Velocitat màxima dels trens: 250 km/h.
- Altitud:
  - Boca nord (costat austríac): 589,65 msnm.
  - Boca sud (costat italià): 748,40 msnm.